# 2-Метилпропанол-2
2-Метилпропан-2-о́л (трет-бутиловый спирт, трет-бутанол, триметилкарбинол, 1,1-диметилэтанол) — представитель третичных одноатомных спиртов.

## Получение
Реакция изобутилена с серной кислотой с последующим гидролизом.

## Физические свойства
Бесцветные легкоплавкие кристаллы. Смешивается с водой, дает с ней азеотропную смесь (т. кип. 79,9° C, 11,8 % воды). Хорошо растворим в органических растворителях.

## Химические свойства
Типичный представитель алифатических спиртов. Реакция со щелочными металлами с образованием алкоголятов протекает спокойно, например, 2,2 грамма калия растворяются при кипячении в 45 мл трет-бутилового спирта в течение более 4 часов. С карбоновыми кислотами дает сложные эфиры.

## Применение
В производстве изобутилена высокой чистоты. Алкилирующий агент, растворитель, антисептик. Душистое вещество в парфюмерии (камфорный запах). Используется для денатурации этанола. трет-Бутиловый спирт используется в качестве присадки к топливу для предотвращения обледенения карбюратора или в качестве антидетонационного агента, а также в качестве исходного материала для синтеза трет-бутиловых эфиров.
Реакцией трет-бутилового спирта с небольшим избытком лития в толуоле при комнатной температуре получают трет-бутилат лития.